# 红大戟
红大戟（学名：Knoxia roxburghii），为茜草科红芽大戟属下的一个植物种。

## 外部連結
- 紅大戟 中藥材圖像數據庫  (香港浸會大學中醫藥學院) （中文）（英文）
- 紅大戟 Hong Da Ji （页面存档备份，存于） 中藥標本數據庫 (香港浸會大學中醫藥學院) （繁體中文）（英文）